# Privacy International
Privacy International (PI) är en välgörenhetsorganisation baserad i Storbritannien som försvarar och främjar rättigheten till integritet i världen. Privacy International bildades 1990, registrerade sig som en ideell organisation 2002 och registrerade sig som en välgörenhet 2012. Välgörenhetens nuvarande verkställande direktör är Dr Gus Hosein som tog rollen under 2012. Ett av Privacy International mest uppmärksammade fall var när de uppmanade den interamerikanska domstolen för mänskliga rättigheter att slå fast att Colombia genom olaglig övervakning av medlemmar i Jose Alvear Restrepo Lawyers Collective" (CAJAR) kränkte mänskliga rättigheter, bland annat rätten till integritet, yttrandefrihet och organisationsfrihet.